# Европски куп у брзом ходању 2015.
Европски куп у брзом ходању 2015. био је 11. такмичење у овом купу. Одржано је 17. маја 2015. у Мусији (Шпанија) на Gran Vía Escultor Salzillo . Такмичило се 10 дисциплина (5 мушких и 5 женских).

## Земље учеснице
Учествало је 207 спортиста из 27 европских земаља.
1. Аустрија (2)
2. Белорусија (8)
3. Бугарска (1)
4. Хрватска (1)
5. Чешка (6)
6. Естонија (6)
7. Финска (6)
8. Француска (12)
9. Немачка (9)
10. Грчка (6)
11. Мађарска (2)
12. Ирска (2)
13. Италија (18)
14. Летонија (3)
15. Литванија (6)
16. Норвешка (4)
17. Пољска (11)
18. Португалија (14)
19. Румунија (8)
20. Русија (18)
21. Словачка (11)
22. Шпанија (18)
23. Шведска (4)
24. Швајцарска (2)
25. Турска (7)
26. Украјина (18)
27. Уједињено Краљевство (6)

## Освајачи медаља
| Дисцплина              |                              | Резултат |                              | Резултат |                            | Резултат |
| Појединачно            |                              |          |                              |          |                            |          |
| 20 км (М) детаљи       | Мигел Анхел Лопез · Шпанија  | 1:19:52  | Матеј Тот · Словачка         | 1:20:21  | Јоан Диниз · Француска     | 1:20:37  |
| 50 км (М) детаљи       | Михаил Рижов · Русија        | 3:43:32  | Иван Носков · Русија         | 3:43:57  | Марко де Лука · Италија    | 3:46:21  |
| 10 км (У-20, М) детаљи | Дијего Гарсија · Шпанија     | 40:38    | Jean Blancheteau · Француска | 41:11    | Пабло Олива · Шпанија      | 41:19    |
| 20 км (Ж) детаљи       | Елмира Алембекова · Русија   | 1:26:15  | Елеонора Ђорђи · Италија     | 1:26:17  | Светлана Васиљева · Русија | 1:26:31  |
| 10 км (У-20, Ж) детаљи | Клавдија Афанасјева · Русија | 45:55    | Марија Лосинова · Русија     | 46:11    | Марија Перез · Русија      | 47:08    |
| Екипно                 |                              |          |                              |          |                            |          |
| 20 км (М) детаљи       | Немачка                      | 32       | Русија                       | 35       | Украјина                   | 37       |
| 50 км (М) детаљи       | Русија                       | 8        | Италија                      | 23       | Украјина                   | 23       |
| 10 км (У-20, М) детаљи | Шпанија                      | 4        | Француска                    | 11       | Немачка                    | 17       |
| 20 км (Ж) детаљи       | Русија                       | 9        | Италија                      | 30       | Португалија                | 38       |
| 10 км (У-20, Ж) детаљи | Русија                       | 3        | Шпанија                      | 9        | Италија                    | 12       |

## Биланс медаља
| Медаље земље домаћина |

|            | Земља       | Злато | Сребро | Бронза | Укупно |
| ---------- | ----------- | ----- | ------ | ------ | ------ |
| 1.         | Русија      | 6     | 3      | 1      | 10     |
| 2.         | Шпанија     | 3     | 1      | 2      | 6      |
| 3.         | Немачка     | 1     | —      | 1      | 2      |
| 4.         | Италија     | —     | 3      | 2      | 5      |
| 5.         | Украјина    | —     | 2      | 2      | 4      |
| 6.         | Француска   | —     | 2      | 1      | 3      |
| 7.         | Словачка    | —     | 1      | —      | 1      |
| 8.         | Португалија | —     | —      | 1      | 1      |
| Укупно (8) | Укупно (8)  | 10    | 10     | 10     | 30     |